# Lijst van prefecten voor Communicatie
Onderstaand volgt een lijst van prefecten van de Dicasterie voor Communicatie, een orgaan van de Romeinse Curie.
| Secretariaat voor Communicatie | Secretariaat voor Communicatie |
| ------------------------------ | ------------------------------ |
| 2015 - 2018                    | Dario Viganò                   |
| Dicasterie voor Communicatie   |                                |
| 2018 - heden                   | Paolo Ruffini                  |